# ROGDI
ROGDI (англ. Rogdi homolog) – білок, який кодується однойменним геном, розташованим у людей на 16-й хромосомі. Довжина поліпептидного ланцюга білка становить 287 амінокислот, а молекулярна маса — 32 254.
| 10         |  | 20         |  | 30         |  | 40         |  | 50         |
| ---------- |  | ---------- |  | ---------- |  | ---------- |  | ---------- |
| MATVMAATAA |  | ERAVLEEEFR |  | WLLHDEVHAV |  | LKQLQDILKE |  | ASLRFTLPGS |
| GTEGPAKQEN |  | FILGSCGTDQ |  | VKGVLTLQGD |  | ALSQADVNLK |  | MPRNNQLLHF |
| AFREDKQWKL |  | QQIQDARNHV |  | SQAIYLLTSR |  | DQSYQFKTGA |  | EVLKLMDAVM |
| LQLTRARNRL |  | TTPATLTLPE |  | IAASGLTRMF |  | APALPSDLLV |  | NVYINLNKLC |
| LTVYQLHALQ |  | PNSTKNFRPA |  | GGAVLHSPGA |  | MFEWGSQRLE |  | VSHVHKVECV |
| IPWLNDALVY |  | FTVSLQLCQQ |  | LKDKISVFSS |  | YWSYRPF    |  |            |

A: Аланін

C: Цистеїн

D: Аспарагінова кислота

E: Глутамінова кислота

F: Фенілаланін

G: Гліцин

H: Гістидин

I: Ізолейцин

K: Лізин

L: Лейцин

M: Метіонін

N: Аспарагін

P: Пролін

Q: Глутамін

R: Аргінін

S: Серин

T: Треонін

V: Валін

W: Триптофан

Задіяний у такому біологічному процесі, як ацетилювання. 
Локалізований у ядрі.